# Kőolaj

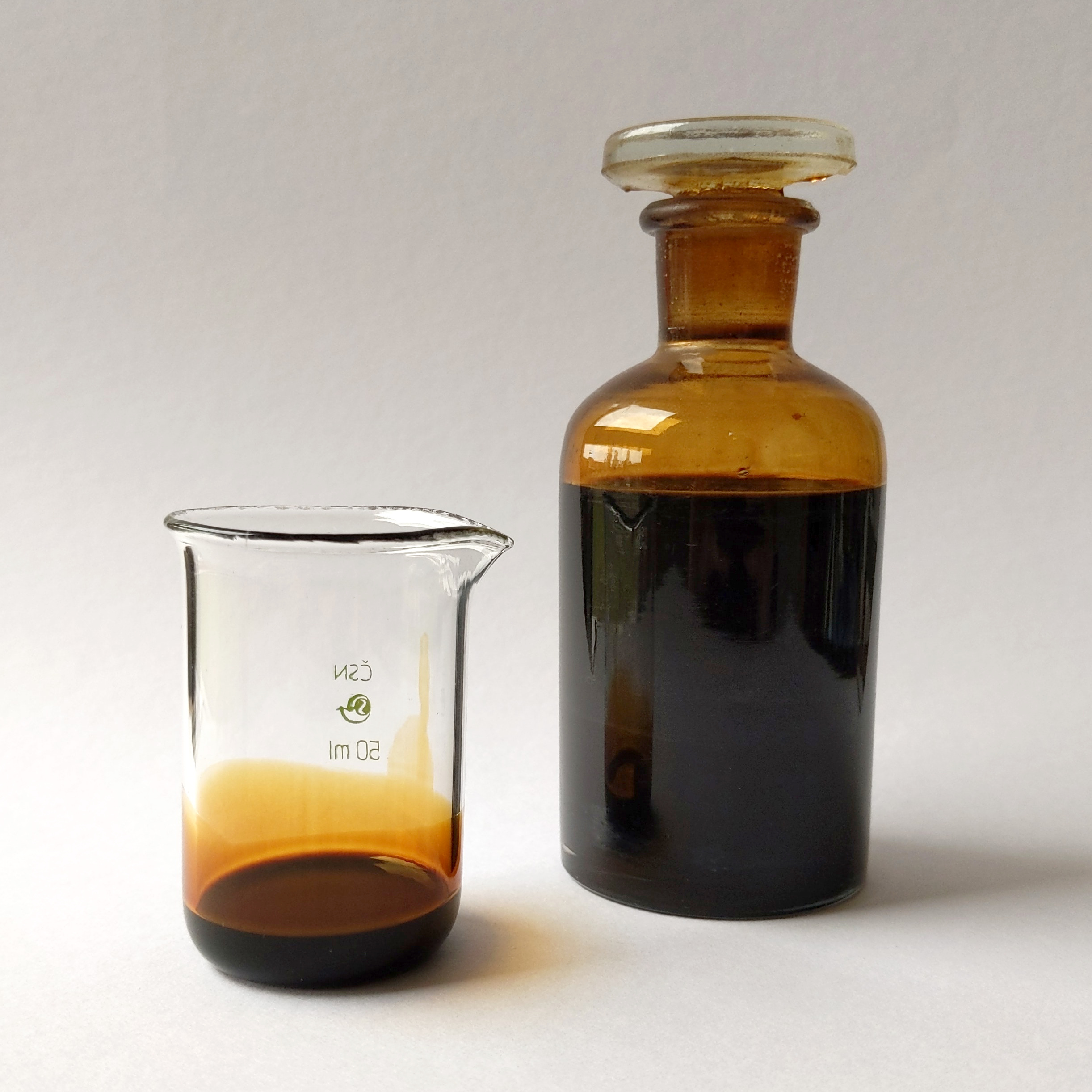

A kőolaj (más néven ásványolaj) a Föld szilárd kérgében található természetes eredetű, elhalt szervezetek bomlásával, átalakulásával keletkező ásványi termék. Fő összetevői folyékony halmazállapotú szénhidrogének, de lelőhelyén, annak földrajzi helyzetétől függően oldatban, nyomás alatt gáznemű, valamint szilárd halmazállapotú szénhidrogéneket is tartalmazhat kisebb-nagyobb mennyiségben.
Mivel a kőolaj ezeknek a vegyületeknek a komplex elegye, alkotórészei közé kell sorolnunk a szénhidrogéneknek (a kőolajban kisebb mennyiségben található) számos kénnel, nitrogénnel, oxigénnel (és egyéb kémiai elemekkel) képzett vegyületeit is. Ezeken kívül vizet, fémeket (többek közt nikkel, vanádium) és szilárd, ásványi szennyezőanyagokat is tartalmazhat.
A kőolaj viszonylag magas fajlagos energiatartalma, könnyű kitermelése, szállítása, tárolása és alkalmazhatósága miatt az egyik legfontosabb, legszélesebb körben alkalmazott fosszilis energiaforrásunkká vált.

## Felfedezése

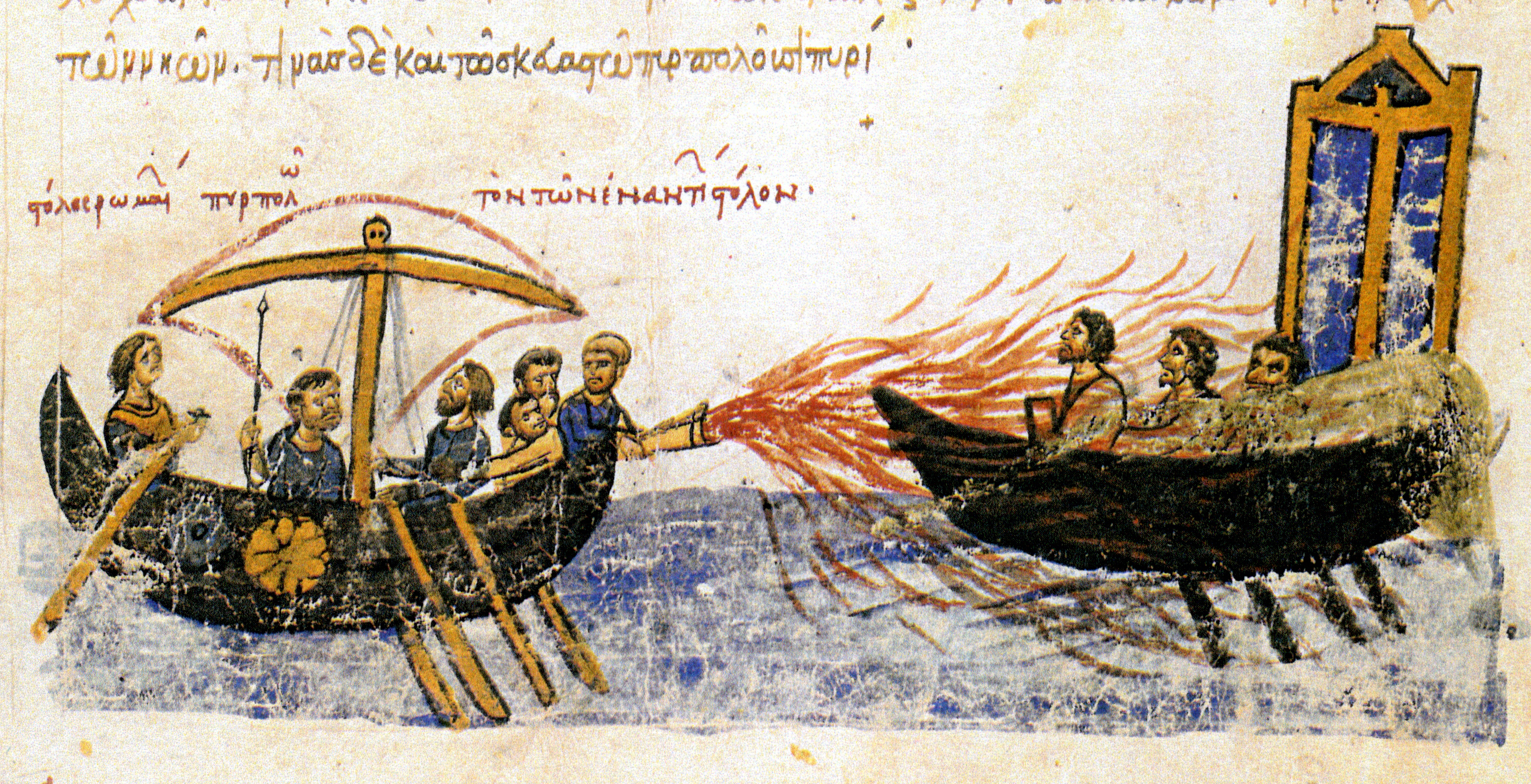
Görögtűz

A kőolaj ismerete az ókorba vezethető vissza, de csak vagy a föld színén való természetes előfordulása, vagy véletlenség (például vízkút fúrása) következtében bukkantak rá. Mezopotámiában gyógyszerként, kozmetikai anyagként és olajlámpa égőanyagaként, Egyiptomban pedig balzsamozásra használták. A középkorban a bizánciak és a velenceiek használták tengeri csatákban.
A kőolaj összetételét Magyarországon először Winterl József Jakab, a Budai Egyetem vegytantanára vizsgálta 1788-ban: a muraközi kőolajat bontotta párlatokra.
A természetes előfordulásokból gyűjtögetett kőolajat kenőzsírként, gyógyszerként és világításra használták egészen a 19. századig.

## Eredete
A kőolaj szerves eredetű ásvány: elhalt tengeri (növényi és állati) egysejtű élőlények, plankton anaerob (levegőtől elzárt) bomlásterméke.
Egy eredetileg Lomonoszov orosz tudós által javasolt és később Mengyelejev és a francia Marcellin Berthelot által kifejtett, és 1951 óta Nyikolaj Kudrjavcev geológus, majd az utóbbi években Thomas Gold osztrák származású brit asztronómus és számos orosz és ukrán geológus által támogatott vélemény szerint a kőolaj jó része nem biológiai folyamatok eredménye, hanem még a Föld keletkezése idején képződött mélyen fekvő lerakódásokból szivárog a felszín felé.
A nem biogén elmélet modern megfogalmazása Kudrjavcevtől ered, aki a kanadai athabaszkai kátrányhomok (angol: tarsand) fenomenálisan terjedelmes olajlerakódásait megvizsgálva arra a következtetésre jutott, hogy elképzelhetetlen, hogy ilyen óriási olajlerakódás biológiai folyamatok következménye lehessen; különben is, szénhidrogéneket Naprendszerünkben bárhol találhatunk, még üstökösökben is.
Mindezek ellenére a mai tudományos közösség túlnyomó része azon a véleményen van, hogy a nem biogén úton keletkezett kőolaj mennyisége a biogén forrásból keletkezettnél lényegesen kisebb.
A biogén eredet elméletét a következő tények támasztják alá:
- A kőolaj ugyanazokat az elemeket tartalmazza (például szén, hidrogén, oxigén, nitrogén, kén, foszfor), mint amiket a szerves vegyületek és élőlények. Viszont ezeket az elemeket más-más arányban tartalmazzák a szerves anyagok és a kőolaj.
- Azonos a nyomelemek, illetve a szén izotópjainak koncentrációja.
- A kőolajban elhalt élőlények maradványait találhatjuk meg.

## Geológiai és földrajzi lelőhelye

### A kőolajcsapda

Kőolajcsapda vázlata: zöld: záróréteg; piros:kőolajcsapda; sárga: porózus anyag

A képződött kőolaj keletkezési helyéről általában elvándorol. Gazdaságosan azok a geológiai készletek hasznosíthatók, amelyekben az olaj nagy koncentrációban van jelen. A kőolaj felhalmozódásához egy megfelelő geológiai alakzat szükséges, amelyben egy nagy permeabilitású (áteresztőképességű) kőzetet felette egy nem áteresztő réteg határol, melynek, hogy az olaj ne vándorolhasson tovább valamelyest dóm alakúnak (antiklinárisnak) kell lennie. Az ilyen megfelelő geológiai alakzatot kőolajcsapdának nevezik. A nagy permeábilitású, porózus, likacsos és repedezett kőzet lehet homok, szemcsés mészkő, vagy dolomit, és a kőzet annál alkalmasabb a kőolaj tárolására, minél repedezettebb, lukacsosabb. A gyakorlatban az üres tér az össztérfogatnak kb. 25–40%-a.
A csapdában általában az olajtartalmú réteg alatt egy vizet, felette pedig egy gázt tartalmazó réteget is találunk, úgyhogy sokszor a fúrás helyének megválasztásától függ, hogy az eredmény víz, olaj, vagy gáz.

### Földrajzi előfordulása

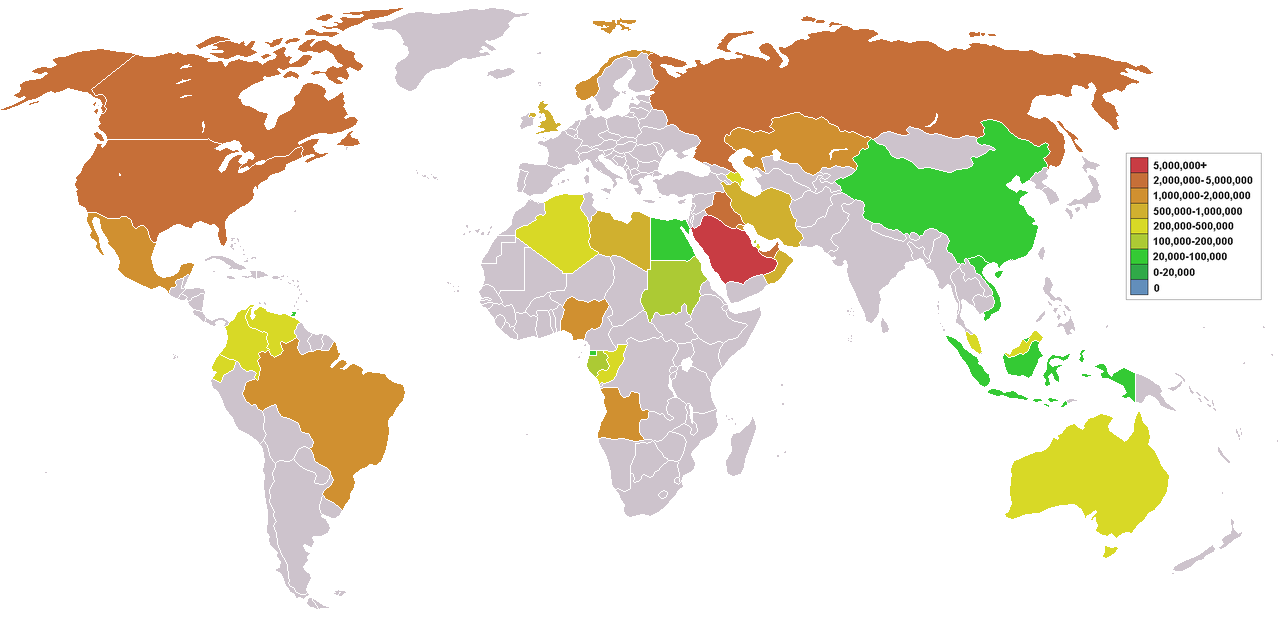
Olajexportáló országok. Minél vörösebb, annál nagyobb mennyiségben

Egy szénhidrogénmező kialakulásának ideje 1–2 millió év. Az üledékréteg vastagságának el kell érnie a 600–700 métert.[forrás?] Nagy szénhidrogéntelepek csak olyan helyen találhatók, ahol csekély a kéregmozgás, ami a kőolajcsapdáknak hosszú változatlan élettartamot enged meg. Ilyen helyeket a szárazföldi táblák mozdulatlan, nagy kiterjedésű üledékrétegeiben, hegységrendszerek üledékes előtereiben találhatunk.
Az üledékképződés a Földön rendkívül egyenlőtlenül oszlott meg, így a legszélesebb körben a mai földrészek kialakulása idején fellépő lemeztektonikai mozgások alkalmával a földtörténeti középidőben az egykori Tethys-óceán területén folyt le. Ez a terület magában foglalta a mai Texas, Venezuela, Karib-tenger, Közel-Kelet, Kaszpi-tenger, Közép-Ázsia, Dél-Kína, Indokína és Indonézia vidékeit. Ezeken a területeken lelhető föl a Föld kőolajkészleteinek 70%-a.
Legnagyobb előfordulási mélység 15 km.

## Típusai
A kőolaj fizikai tulajdonságait az határozza meg, hogy milyen szénhidrogén-típus annak fő alkotórésze. Eszerint a kőolajat négy fő csoportba oszthatjuk:
1. paraffinos (paraffinbázisú)
2. nafténes (nafténbázisú)
3. aszfalténes (aszfaltbázisú)
4. intermediát (átmeneti bázisú)

Megkülönböztetünk Ural, Brent, Dubai Light, Bonny Light, West Texas Intermediate (WTI) típusú kőolajat származási helyre való utalás szerint (ami utal a minőség jellegére is).
Kéntartalma szerint megkülönböztetnek kis kéntartalmú („édes”), és nagy kéntartalmú („savanyú”) kőolajokat.

## A kőolaj mint tőzsdeáru

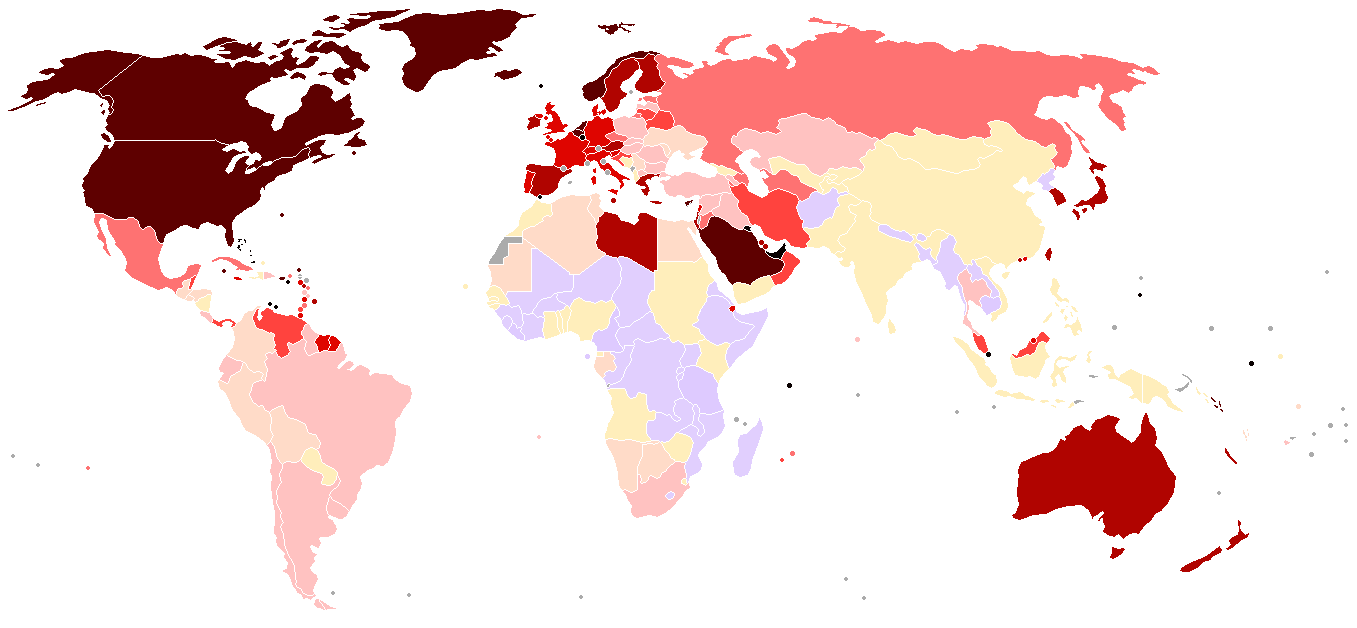
Kőolajfelhasználás országonként. A sötétebb színek a nagyobb fogyasztást jelölik

### Ár és világpiac
A legdrágábban kitermelhető olaj ára jelenti azt a legmagasabb árat, amelyet még valaki hajlandó fizetni a kőolajért. 1974 és 2000 között az Északi-tengerből kitermelt Brent-féle olaj kitermelése volt a legköltségesebb. Ez ekkor hordónként 12–14 dollár körül ingadozott. 
A kőolaj ára nemzetközi ár, tehát a világpiaci ár és kereslet függvényében alakul. Az egyes belföldi árakat ebből származtatják.
A kőolaj-készletek globális alakulása éves szinten meghatározott mintázatot vesz fel. Év elején, az első félévben általában túlkínálat, míg az év végén a második félévben általában hiány alakul ki.
Az OPEC 2008-2009 során egy 75 dolláros hordónkénti árat határozott meg célárnak, amelyet 2011-re több, mint 50 dollárral lépett túl a kőolaj világpiaci ára. Akkor a kitermelés visszafogásával érték el az áremelkedést. Egyúttal saját célárukat túllépve elősegítették az amerikai palaolaj kitermelés felívelését, amely később, 2014-2016 közt az olajárak esését vonta maga után a globális kőolaj-többlet kialakulásával. 2016 végén az OPEC tagállamok megállapodtak a kitermelés csökkentéséről az olajárak emelése érdekében, amely 2017 második félévétől indult el látványosan. Eközben a határidős árak 2018 elején már csökkenést mutatnak. Ez az úgy nevezett "backwardation" állapot, ami akkor lép fel, amikor a piaci túlkínálatból átlépnek a készletek a kínálati hiány állapotába. Ez a folyamat a múltban előre tudta jelezni a piac várható alakulását.

### A volt szovjet olajpiac
A társaságoktól alacsonyabb áron vették át a kőolajat, mint amennyi a nemzetközi ár volt (rubelben számolva). Ez pazarláshoz vezetett. Nem történtek meg a szükséges beruházások sem az olajiparban.
A Szovjetunió felbomlása után Kuba kőolajellátása erőteljesen csökkent, ez időlegesen radikálisan átrendezte az ország társadalmi, gazdasági berendezkedését.

### Az amerikai olajpiac
Az USA-ban központi árszabályozást vezettek be. A finomítók a belföldön kitermelt kőolaj árának és az importált olaj árának súlyozott átlagát vették alapul, amikor meghatározták a különböző kőolajszármazékok és üzemanyagok árát. 1981-ben adták föl ezt a politikát, amikor az gazdaságilag tarthatatlannak bizonyult.

## Kőolajfeltárás
A kőolajmezők felderítése során olyan helyeket keresnek, ahol a kőolajcsapdát alkotó három kőzet egyszerre van jelen. A keresést repülőgépre telepített mágneses illetve földfelszíni hálózatos gravitációs terepfelméréssel végzik. Modernebb felderítő eljárás, mikor robbantásokkal keltett szeizmikus rezgéseket elemeznek érzékeny detektorokkal. Következő lépcsőfok a próbafúrások elvégzése.
A próbafúrásokat függőlegesen végzik, ám ahol erre nincs mód beépítés vagy kemény földtani réteg jelenléte miatt, ott úgynevezett terelt fúrásokat végeznek.
2006-ban volt utoljára olyan év, amikor az adott évben feltárt új kőolaj- és gázkészletek aránya megegyezett a kimerülő kőolaj és gázkészletek arányával. Ez az arány 2012-ben 50% volt, 2017-ben pedig már csak 11%-ot fedezett az újonnan felfedezett készletek mennyisége a kimerülő mezőkhöz viszonyítva. 2017-ben 6,7 milliárd hordó olaj- és gázkészletet tártak fel újonnan. Azonban a Rystad Energy norvég olajipari elemzőcég számításai szerint a 2017-ben feltárt lelőhelyek nyersanyagai közül 1 milliárd hordónyi kitermelése olyannyira gazdaságtalan lenne, hogy jelenlegi technológiáinkkal nem megoldható annak gazdaságos kitermelése.
Az olajkitermelés melléktermékeként felszínre kerülő földgáz jelentős részét gázfáklyákkal elégetik. A Világbank becslése szerint 2018-ban ennek mennyisége bő 144 milliárd köbméter volt. Ez meglepő lehet, hiszen a legnagyobb olajkitermelők számára közismerten fontos a gázexport, és költségvetési bevételeik zömét is az energiahordozók biztosítják. A veszteség és szennyezés csökkentésére helyi elektromos kiserőművekben való felhasználást javasolnak.

### Olajfúró torony
A Rotary-fúrórendszeres eljárásban a lyukat (pithole) speciális kialakítású acél vagy iparigyémánt borítású fúrófejjel fúrják, amely körbe forogva szilánkokká aprítja a kőzetet. A fúrólyukba a fúrás során béléscsövet csúsztatnak annak érdekében, hogy ne omoljon be. A fúrófej előrehaladtával a rudazatot folyamatosan toldják 9 m-es szakasszal. A fúrás közben keletkező törmeléket bentonitalapú iszap keringetésével hozzák a felszínre. A fúrófejeket a terep keménységének a függvényében óránként esetleg naponként cserélik. A csere a rudazat hosszától függően akár 10 órán át is eltarthat. A fúrási sebesség a kőzet keménységétől függ, kemény kőzetnél 300 mm/óra, homokos kőzetnél 60 m/óra is lehetséges. Az elkészült fúrólyuk teljes béléscsövezése után a csöveket átlövik, hogy a kőolaj a nyílásokon keresztül a felszínre áramolhasson.
1. iszapvödör (ülepítő tároló)

Fúrótorony szerkezeti rajza

2. öblítőiszap szűrő (a fúrási törmeléket választja el a folyadéktól)
3. szívócső
4. iszap szivattyú
5. dízel meghajtású generátorral táplált motor, ami a mechanikus részeket mozgatja
6. rezgő tömlő
7. emelődob
8. álló tömlő
9. öblítőiszap tömlő
10. liba-nyak (a tömlő meghajlítása)
11. szállító csigasor
12. emelő kábel
13. koronacsigasor
14. fúrótorony
15. csőtámasz
16. csövek előkészítve
17. csőtároló
18. forgatóbója alatti forgótömítés
19. fúrószár
20. forgatóasztal
21. padló
22. harang csatlakozó
23. kitörésgátló gyűrű
24. kitörésgátló elfojtó része
25. furat
26. fúrófej
27. kútfej
28. kifolyó

## Kőolajtermelés
Az első kőolajvezeték megépítése Egyesült Államokban történt, amikor Samuel Van Syckle, egy invenciózus olajmunkás, 1865-ben megépítette az első sikeres csővezetéket, amely öt mérföld hosszú volt, és összekapcsolta Pithole-t az Oil Creek-i vasúttal. 2009 és 2015 között napi 11 millió hordóval több kőolajat termeltek ki, míg az előrejelzések szerint 2015 és 2021 közt csak napi 4,1 millió hordónyi kőolajjal többet fognak kitermelni.

## Kereslet
2013-ban napi 91,9 millió hordó, 2014-ben napi 92,8 millió hordó, 2015-ben napi 94,5 millió hordó, az előrejelzések szerint 2016-ban napi 95,5 millió hordó kőolajra volt kereslet a világban. A négy legnagyobb fogyasztó az Amerikai Egyesült Államok, Kína, Japán és India. India a várakozások szerint hamarosan átveszi kőolajfogyasztásban a harmadik helyet Japántól.

## A kőolaj-felhasználás története
A természetes kőolaj- és bitumenlelőhelyeket már a legrégibb ókorban is kiaknázták, és az útépítéstől a festésig, vagy múmiák preparálásáig számtalan célra alkalmazták ezt az anyagot. Csak a felszínre szivárgó kőolajat hasznosították. A legtöbb egykori feljegyzést a gyógyszerként való alkalmazásáról találjuk. A kőolajnak még egy fontos felhasználási területe volt, ám ez csak a kései antikvitásban terjedt el: a görögtűz.
Hérodotosz számolt be a babilóni szurokról, aszfaltról amellyel a négyezer éve épült házak tégláit és utcaköveket tapasztottak egybe, s amellyel később aztán a szent fürdők medencéit, vízvezetékeket tették vízhatlanná. Az aszfalt szó görög eredetű, jelentése biztonságos, hibátlan. Hasonlóan görög a petróleum is, amely görögül magát a kőolajat jelentette.
A Római Birodalom területén kevés kőolajlelőhely volt, ennek következtében a kőolaj felhasználása egyedi területekre korlátozódott, a hajóépítés mellett leginkább a mágia és az orvoslás használta.
A Közel-Keleten a legelterjedtebb alkalmazási területe az épületek szigetelése volt, ám kötőanyagként nemcsak az építészetben hasznosították, hanem használati eszközök díszítésénél is: mozaikok készítésénél vagy az egyszerűbb berakásos technika alkalmazásánál is bitumenbe ágyazták a nemritkán értékes anyagból (elefántcsont, drágakő, lazúrkő) megformált elemeket. Az épületek mellett a fontosabb csatornák és gátak szivárgását is e technikával akadályozták meg. Víztaszító tulajdonsága még a hajózásban jutott fontos szerephez: hajókat, csónakokat szigeteltek, és a nádcsónakok alját is ezzel tapasztották össze.
Mezopotámiában gyógyszerként, kozmetikai anyagként, és olajlámpa égőanyagaként használták.
Az ókori Kínában sem volt ismeretlen a kőolaj, elsősorban sós oldat, illetve só kinyerésére használták fel, ami akkoriban értékesebb volt az olajnál. Másodsorban a haditechnika alkalmazta, már a puskapor feltalálása előtt pumpa segítségével lőtték az égő folyadékot az ellenségre.
Az ősi Japánban is már legalább 3000 évvel időszámításunk előtt használtak aszfaltot – fazekasáruk ragasztására, vízhatlanná tételére.
Az ókori Egyiptomban már sokoldalúan használták a kőolajat: azt az üveggyártás terén, robbanóanyagok létrehozatalánál, fáklyáknál, hajók javításánál, múmiák tartósítására, valamint gyógyászati célokra.
Az Amerikai Egyesült Államokban a Mississippi és a Sziklás-hegység környékén, valamint Kaliforniában az ott élő indiánok régtől kezdve találtak aszfalt-tavakat, kőolajszivárgásokat. Az első feljegyzés szerint egy jezsuita misszionáriust 1656-ban az indiánok egy ilyen olajforráshoz vezettek. Az európai betelepülők csak 1783-ban adnak hírt az olaj hasznosításáról, akkor is mint hashajtó és reuma elleni gyógyszerről.
A kőolaj származékait a magyar történelemben először Nándorfehérvár 1071-es bevételéről írva említi meg a Képes krónika, mondván, hogy a vár görög-bolgár-arab védői „gépezeteikből kénköves tüzet fújtak a magyarok hajóira”. Ugyaninnen tudjuk, hogy az 1127–1130-as magyar–bizánci háborúban „a görög hadigépek kénes lángot szórtak a magyar sajkákra, és a vízen gyújtották meg azokat”.
A muhi csatában a támadó mongolok „naftával” bekent, tüzes nyilakkal gyújtották föl a magyar sátortábort.
Valószínűsítik, hogy 1552-ben Dobó István Eger védelméhez felhasználta a környékes sekélyen települő és helyenként felszínre jutó kőolajat, illetve az abból nyert gyúlékony anyagokat. Evlija Cselebi beszámolt arról, hogy Szigetvár ostrománál 1566-ban „néhány ezer török harcos a vár fáira szurkot, naftát és kátrányt öntvén, azokat meggyújtotta”.

## A kőolaj-finomítás és termékei
A kőolaj alkotóelemeire való szétválasztását desztillációnak vagy frakcionálásnak hívjuk. Ennek során a 400 °C-ra felmelegített kőolaj-gőzt egy toronyban vezetik fölfelé, ahol fokozatosan hűl, és így az egyre könnyebb alkotóelemek válnak folyékonnyá: pakura, gázolaj, petróleum, benzin.
A kőolaj sokféle, változatos összetételű szerves vegyületet tartalmaz. Ezeket nem tiszta állapotukban nyerik ki, hanem alkalmazási területeik szerinti csoportonként választják el.
Így a finomítás jelentése szélesebb értelemben magába foglalja a termékek szorosabb értelemben vett finomításán, vagyis tisztításán kívül a kőolaj részekre bontását, kondenzációját, vagyis frakciókra bontását. Így nyerjük a különböző üzemanyagokat/fűtőanyagokat: benzint, paraffin lámpaolajat, lökhajtásos repülő, gyorsjárású dízel, hajódízel üzemanyagot, kazánfűtőolajat, illetve pakurát. Az atmoszferikus desztilláció legkönnyebb párlatának ún. finomdesztillációval való részekre bontásával különböző speciális oldószereket (például petróleumétereket) nyerünk. Finomításhoz tartozik az atmoszferikus maradék különböző kenőolaj (orsó-, könnyű gép-, motor-, és nehéz henger-olaj) alapanyagaira szolgáló frakciókra bontása is vákuumdesztillációval, valamint egyéb speciális termékek, úgymint paraffinviasz, különféle vágóolajok és kenőzsírok gyártása, finomítása, és a termékek kritikus tulajdonságainak megjavítására szolgáló adalékanyagok gyártása és a megfelelő termékekbe keverése is.
Finomítással nyert termékek (termék – szénatomszám – felhasználás-tulajdonságai):
- Propán-bután gáz A kőolaj stabilizálása után jelentős mennyiségű propán-bután gáz maradhat vissza a kőolajban, amit nyomás alatt desztillálnak le – az ún. előlepárlóban – a könnyűbenzinnel együtt, majd továbbfrakcionálják
- Nyers benzin, petróleum (gazolin), könnyűbenzin, nehézbenzin – C5–C10 – oldószer, sebbenzin, motorbenzin: jellegzetes szagú, könnyen párolgó, tűzveszélyes folyadék, jó oldószer, üzemanyag. Leválasztási hőmérséklet: 50-150 °C
- Világítóolaj (petróleum, kerozin) – C11–C12 – traktor, repülőgép, rakéta hajtóanyaga, benzingyártás, PETRÓLEUM: jellegzetes szagú, halványsárga folyadék. Leválasztási hőmérséklet: 150-250 °C
- Gázolaj (dízelolaj) - C13–C20 – autók, traktorok, mozdonyok, hajó- és teherautó-motorok hajtóanyaga, olajkályhák és kisebb olajkazánok fűtőanyaga, GÁZOLAJ VAGY DÍZELOLAJ: kellemetlen szagú, sárga színű folyadék. Leválasztási hőmérséklet: 250-350 °C
- Kenőolaj (paraffinolaj) - C20-C26 Gépalkatrészek kenőanyaga, vazelin és paraffin (gyertyagyártás), paraffinviasz (vízlepergető anyagok készítése)
- Pakura (atmoszférikus párlási maradék;) – fekete, sűrű folyadék, vákuumdesztillációnál visszamaradó anyaga a gudron; vákuumdesztillációval és krakkolással rövidebb láncú szénhidrogéneket állítanak belőle elő. A pakura a gyártásközi anyag neve, ma már helytelenül használják a pakuratermékek keverékére a nehéz fűtőolajra

### Atmoszferikus desztilláció
Az atmoszferikus desztilláció maradéka a pakura. Ezt korábban elsősorban fűtőolajként eltüzelték. Ma pedig vákuumdesztillációval különböző kenőolajpárlatokat állítanak elő belőle, illetve fehéráru gyártására használják fel (krakkolás, hidrokrakkolás, kokszolás).

## Előrejelzés
A Nemzetközi Energiai Ügynökség idén negyedik alkalommal csökkentette a 2015-ös kőolaj-keresletre vonatkozó előrejelzését. 2015-ben naponta 90 millió hordó kőolajra volt szükség. Ez éves szinten 32,850 milliárd hordó olajat jelentett. A 2014 decemberi 60 dolláros (WTI) árfolyamon számolva nyersanyag árra vetítve 1,971 billió dollár forgalmat jelentett a kőolajat kitermelő országok számára 2015-ben.
| A kőolaj árának 10 dolláros világpiaci árfolyam elmozdulásainak hatása a várható forgalom tekintetében 2015-ben, az éves 32,850 milliárd hordós kereslettel számolva |                                 |
| Árfolyam (WTI árfolyam, dollár) | Forgalom értéke (billió dollár) |
| 60 | 1,971                           |
| 70 | 2,2995                          |
| 80 | 2,628                           |
| 90 | 2,9565                          |
| 100 | 3,285                           |